# Harry A. Hoffner
Harry A. Hoffner, all'anagrafe Harry Angier Hoffner Jr. (Jacksonville, 27 novembre 1934 – Hilton Head Island, 10 marzo 2015), è stato un assiriologo statunitense specializzato in ittitologia, coautore di un dizionario della lingua ittita.

## Biografia
Hoffner nacque a Jacksonville, Florida da Harry Angier ae Madaline Wolford Hoffner.  Studiò alla Princeton University, conseguendo un baccellierato cum laude nel 1956.  Continuò i suoi studi presso la Dallas Theological Seminary, ottenendo il master of Theology. Nel 1960, successivamente passò alla Brandeis University, conseguendo il master's degree nel 1961 e il dottorato di ricerca in Classical antiquity (Ancient Mediterranean) nel 1963.
Il primo incarico di insegnamento di Hoffner fu presso il Wheaton College dell'Illinois, dove insegnò lingua ebraica e studi biblici dal 1963 al 1964. Fece ritorno alla Brandeis University nel 1964, per insegnare lingue del Vicino Oriente antico. Passò dunque a Yale nel 1969 come professore associato di assiriologia e ittitologia, per poi stabilrsì all'Oriental Institute dell'Università di Chicago nel 1974 come professore di ittitologia.
Chicago Hittite Dictionary fino al suo ritiro nel 2000.
Hoffner fu anche il cofondatore, assieme ad Hans Gustav Güterbock, del Chicago Hittite Dictionary nel 1976 del quale fu l'editore esecutivo fino al suo pensionamento nel 2000; dopo tale data continuò a collaborare come editore senior e ad insegnare come professore emerito.

## Opere
- The Laws of the Hittites. University Microfilms, Inc., Ann Arbor, MI. 1964.
- An English-Hittite Glossary (Revue Hittite et Asianique XXV/80). Paris: Klincksieck. 1967.
- Alimenta Hethaeorum. American Oriental Series 55. New Haven: American Oriental Society. 1974.
- Hittite Myths. Writings from the Ancient World 2. Atlanta: Scholars Press. 1990.
- The Laws of the Hittites. A Critical Edition. Documenta et Monumenta Orientis Antiqui, 23. Leiden: E. J. Brill. 1997.
- Harry A. Hoffner. (1998). Hittite Myths. Second Edition Revised and Augmented. Writings from the Ancient World 2. Atlanta: Scholars Press. ISBN 978-0-7885-0488-4.
- Harry A. Hoffner. (July 5, 2009). Letters from the Hittite Kingdom. Writings from the Ancient World 15. Atlanta: Publisher: Society of Biblical Literature. ISBN 978-1-58983-212-1.
- Harry A. Hoffner and Hans G. Güterbock., eds. (1989). The Hittite Dictionary of the Oriental Institute of the University of Chicago. The Oriental Institute of the University of Chicago. ISBN 0-918986-26-5. Multi-volume set. Volume ISBN 0-918986-58-3.
- Harry A. Hoffner, Jr. and H. Craig Melchert. (2008). A Grammar of the Hittite Language. Winona Lake, IN: Eisenbrauns. ISBN 978-1-57506-119-1.